# Ruthless Records
Ruthless Records es un sello discográfico estadounidense, fundado por Eazy-E y  Jerry Heller, en la ciudad de Compton, California en 1986. El sello es ampliamente reconocido por ayudar a la vanguardia del Gangsta Rap y del género West Coast hip hop en la década de los 90. Es propiedad de la RED Distribution.

## N.W.A
El primer lanzamiento de Ruthless Records fue N.W.A. and the Posse, los integrantes eran Eazy-E, Ice Cube, Dr. Dre, MC Ren & DJ Yella, Eazy-E canto dos canciones en solista pero "Boyz-N-The Hood" fue un gran éxito del álbum y el otro se llama "8-Ball". El otro éxito fue con Ice Cube llamado "Dopeman", el álbum es un recopilatorio publicado bajo el nombre del grupo, aunque no en Ruthless. También apagar actos sencillos de metro de California, como Kid Frost y JJ Fad, pero la etiqueta del primer larga duración de liberación fue N.W.A Straight Outta Compton, que fue certificado multi-platino finalmente, inmediatamente después de esto fue el lanzamiento debut en solitario de Eazy-E "Eazy-Duz-It".
El éxito de su canción "Fuck tha Police" condujo a una amenaza de parte del FBI y una carta al distribuidor Priority Records. 
Cuando Ice Cube, expresó su opinión sobre las finanzas del grupo, Jerry Heller afirmó continuamente que todo estaba en orden, e incluso se ofreció a abrir los libros de contabilidad para probar su inocencia. El enfrentamiento que siguió terminó con que Cube dejara a Ruthless y queda como artista en solitario, que los miembros restantes procedieron a hacer.
En 1988 fue el lanzado el álbum de JJ Fad Supersonic, y en 1989, el álbum Michel'le de la cantante con el mismo nombre, Michel'le, además del álbum de The D.O.C No One Can Do It Better, (todos lanzados a través de Atlantic Records), todos producidos por N.W.A y Dr. Dre, quien luego fue el productor de 100 Miles and Runnin ' un EP y el álbum Niggaz4Life, que alcanzó el disco de platino. Above The Law Livin' Like Hustlers fue lanzado también durante este período (bajo Epic Records).
En 1989, Eazy-E firmó con la rapera blanca  Tairrie B Ruthless a la filial de nueva etiqueta Compton. Ella lanzó su álbum debut "The Power of A Woman" en 1990 (a través de MCA Records) con el vídeo y solo para "Murder She Wrote", que Eazy-E y Philly gánster rapero Schoolly D apareció pulg El álbum también contó con invitados voces de Ruthless Registros artistas Dre Dre & DOC junto con el rapero Rhyme Sindicato Everlast (que era su novio en ese entonces) y la producción de Quincy (QD3) Jones Jr & Schoolly D.

### Ruptura de N.W.A y nuevos artistas en Ruthless Records
Aunque N.W.A. tuvo un gran éxito, Dre fue asesorado por el Departamento de Comercio y el rapero amigo, Suge Knight, que debía abandonar la etiqueta para evitar cualquier intromisión financiera posible por Heller y Eazy , que ofrece para sacar a Dre de su contrato con Ruthless Records. Suge se convirtió en un problema para la etiqueta, que en un punto Eazy sugerido incluso matarlo, un acto impedido por Heller. Al final, Suge logró la adquisición de Dre, y de The DOC y los contratos a través de los medios Michel'le presuntamente ilícitas y procedió a crear 'Death Row Records'  con el productor.
Ahora sin su principal productor, Eazy-E realizó varios actos que ayudaron a formar una rivalidad posterior con Death Row, y específicamente Dr. Dre. Eazy fue apoyado por raperos como Dresta y B.G. Knocc Out, además de DJ Yella y nuevo productor Rhythum D. Mientras MC Ren se mantuvo neutral, se quedó en Ruthless, sacando varios discos. También en el sello en este momento estaba Atban Klann, un grupo que incluye el futuro will.i.am y apl.de.ap, que sería más tarde conocido como miembro de The Black Eyed Peas después de salir de Ruthless. Eazy lanzado varios álbumes de alto perfil dissing Dr. Dre, entre ellos el más famoso .Gran productor Cold 187um alega que durante este período de tiempo, con Ruthless los distribuidores de conmutación de prioridad a la Registros Relatividad, incluso Wright comenzó a sentir como si Heller no estaba siendo honesto con las finanzas de la etiqueta

### Ruthless Records Vs Death Row Records
La formación original de N.W.A. se quiebrantó cuando Ice Cube dejó el grupo y se originó una guerra musical entre Ice Cube y los restantes miembros de N.W.A., particularmente Eazy-E. En estas batallas mediante el rap, Ice Cube acusó a Eazy-E y a su compañero Jerry Heller de quedarse con todas las ganancias del grupo. Finalmente, Dr. Dre y The D.O.C. se dieron cuenta de que Ice Cube tenía razón: Wright y Heller en realidad estaban llevándose unos billetes de más, dejando a la crew de lado. Esto causó el final de N.W.A; Dr. Dre empezó su carrera solista en Death Row Records, junto con Suge Knight. Cuando lanzó su primer álbum solista, The Chronic, comenzó con una pelea con su ex compañero de grupo, burlándose constantemente de Eazy-E en la canción y en el video de Fuck wit Dre Day (And Everybody's Celebratin), donde Eazy-E es interpretado como un personaje desesperado por el dinero llamado Sleazy-E quien finalmente termina en la calle mendigando. En Bitches Ain’t Shit, la cual su letra dice:
“I used to know a bitch named Eric Wright (Yo conocía a una puta llamada Eric Wright)” y en el “The Chronic Intro” donde Snoop Dogg grita que le pueden chupar las pelotas (Deeez Nuuuts). También Dre lo insulta en el intro de Puffin On Blunts And Dranken Tanquery.
Eazy-E respondió directamente con el lanzamiento de su EP It’s On (Dr. Dre) 187um Killa. El sencillo lanzado en este álbum, “Real Muthaphuckkin G’s,” es un ataque directo hacia Dr. Dre y Snoop Dogg, y su video muestra fotos de Dr. Dre con maquillaje y un traje de mujer durante su época en el grupo “World Class Wreckin’ Cru”. También respondió con la canción autotitulada “It’s On”.
Dr. Dre y Snoop Dogg insultaron a Ruthless Records en The Chronic, luego, Snoop Doggy Dogg lanzó pequeños insultos a Eazy-E, Tha Dogg Pound también soltaría sus disparos en su debut, Dogg Food, como cuando dicen “Ain’t got no love for no hoes in harmony" (no tenemos amor por ninguna puta en armonía) haciendo referencia al nuevo éxito de Ruthless Records, Bone Thugs-N-Harmony de Cleveland. Bone Thugs-N-Harmony respondieron con un insulto menor en el último tema de Eazy E en 1999 del disco Eternal, titulado “Shotz To Tha Double Glock”, con Layzie Bone diciendo “Que los verdaderos negros eran de Cleveland y que el Dogg Pound eran putas alzadas”. El tema de Dogg Pound "What Would You Do" incluye algunas líneas apuntadas hacia Ruthless Records y a B.G. Knocc Out: “Oh yeah, Fuck BG Knocc Out and every nigga down with him" (que se cague B G Knocc Out y cualquier negro que lo siga) y “En tal caso, fijate en los idiotas de Ruthless, mete a esos idiotas de Ruthless y al Dogg Pound en una sala”, en respuesta, Knocc Out y Dresta grabaron la canción de insultos DPG/K, de su álbum Real Brothas. La tensión entre Death Row y Ruthless creció más cuando en la última actuación del sello, el grupo Above the Law, acusó a Dr.Dre de robarles sus sonidos G-Funk para su disco y quedarse con el crédito. Esto resultó en que Ruthless Records grabó al artista Kokane poniendo un insulto en el llamado “Don’t Bite The Phunk” con Cold 187um de Above The Law, fuera de su álbum “Funk Upon A Rhyme”. También hubo un episodio en un campo de golf cuando Nate Dogg y algunos otros integrantes del Tha Dogg Pound fueron atacados por la crew de Eazy E, la cual estaba armada con palos de golf.
Eazy E también insulto a Death Row Records en su próximo álbum Str8 off tha streetz of muthaphukkin Compton con los tracks “Ole School Shit” con letras explicando la partida de Dr.Dre de N.W.A. “I was the captain Dre was my sidekick, everything was cool till he wanted to get what I get (Yo era el capitán, Dre era mi compinche, todo estaba bien hasta que el quiso tener lo que yo tenía)” y su propia versión de “Wut Would You Do”. En 1996, el prominente artista de Death Row Tupac Shakur fue incluido en el tercer álbum de Bone Thugs’, The Art Of War, terminando esencialmente esta pelea.

### Muerte de Eazy-E
En 1995, Eazy-E fue diagnosticado con SIDA, justo cuando acababa de firmar al grupo Bone Thugs-n-Harmony, quienes debutaron en 1994 con el álbum Creepin on ah Come Up, que tiempo después fue seleccionado como uno de los 100 mejores álbumes de rap de la revista The Source. Eazy-E fue el productor ejecutivo del álbum E 1999 Eternal que fue publicado el 25 de julio de 1995, cuatro meses después de la muerte de Eazy-E, quien murió de neumonía relacionada con el SIDA. Tanto el álbum entero como el sencillo "Tha Crossroads" fueron dedicados a Eazy-E, y fue certificado por la RIAA como disco multi-platino. Después de su muerte, su esposa, Tomica Wright, se hizo cargo del sello. Ruthless Records es una división de Epic Records.
Los primeros lanzamientos de Ruthless fueron distribuidos por Macola Records. Todos los álbumes de N.W.A. y los dos primeros lanzamientos en solitario de Eazy-E se distribuyeron por Priority Records y los derechos de estos lanzamientos ahora pertenecen a Capitol Records. Estrenos de The D.O.C., Michel'le, Yomo & Maulkie y J.J. Fad se comercializan a través de Atlantic Records o de su filial Atco Records. Estos derechos también son propiedad de la empresa matriz de Atlantic, Warner Music Group, mientras que los derechos de Above the Law se comercializan a través de Epic Records y Giant Records. A principios de 1990, Ruthless consiguió distribución exclusiva a través de Relativity Records, sello que fue adquirido en 2007 por la compañía Sony Music.

## Artistas

### Antiguos artistas
| Artista                  | Años firmados                      | Lanzamientos |
| ------------------------ | ---------------------------------- | ------------ |
| Eazy-E                   | Fundador (hasta su muerte en 1995) | 5            |
| MC Ren                   | 1987 - 1999                        | 4            |
| N.W.A                    | 1987 - 1991                        | 3            |
| J.J. Fad                 | 1988 - 1991                        | 2            |
| The D.O.C.               | 1988 - 1991                        | 1            |
| Michel'le                | 1988 - 1991                        | 1            |
| Dr. Dre                  | 1988 - 1991                        | —            |
| Yomo & Maulkie           | 1989 - 1992                        | 1            |
| Kokane                   | 1989 - 1995                        | 2            |
| Jimmy Z                  | 1990 - 1991                        | 1            |
| Above the Law            | 1990 - 1996                        | 4            |
| Penthouse Players Clique | 1991 - 1993                        | 1            |
| Atban Klann              | 1992 - 1995                        | —            |
| H.W.A.                   | 1992 - 1995                        | 1            |
| Menajahtwa               | 1992 - 1994                        | 1            |
| Blood of Abraham         | 1993 - 1994                        | 1            |
| Dresta                   | 1993 - 1995                        | —            |
| B.G. Knocc Out           | 1993 - 1995                        | —            |
| Rhythum D                | 1993 - 1995                        | —            |
| Bone Thugs-N-Harmony     | 1993 - 2003                        | 5            |
| Krayzie Bone             | 1993 - 2003                        | 1            |
| Bizzy Bone               | 1993 - 2003                        | 1            |
| Layzie Bone              | 1993 - 2003                        | 1            |
| Wish Bone                | 1993 - 2003                        | —            |
| DJ U-Neek                | 1993 - 2003                        | —            |
| Brownside                | 1994 - 1995                        | —            |
| G.B.M.                   | 1994 - 1995                        | —            |
| Kid Frost                | 1994 - 1997                        | 2            |
| NX Nation Unknown        | 1997 - 2000                        | —            |
| Hopsin                   | 2007 - 2010                        | 1            |

### Artistas actuales
- Lil Eazy-E

- Datos: Q575026
- Multimedia: Ruthless Records / Q575026